# Брейк-данс 2
Брейк-данс 2: Електрик бугалу (англ. Breakin' 2: Electric Boogaloo) — американська комедія 1984 року. Продовження фільму Брейк-данс.

## Сюжет
Озон і Турбо майстри брейк-дансу, які заснували клуб, щоб навчити інших підлітків танцювати. Але злий містер Дуглас хоче побудувати на цьому місці торговий центр і корумповані політики готові підтримати його за окрему плату. Разом з Келлі, підлітки роблять все можливе, щоб зібрати гроші, для збереження свого центру.

## У ролях
| Актор            | Роль                           |
| ---------------- | ------------------------------ |
| Люсінда Дікі     | Келлі                          |
| Адольфо Квінонес | Озон                           |
| Майкл Чемберс    | Турбо                          |
| Сьюзі Коельо     | Ронда                          |
| Гаррі Цезар      | Байрон                         |
| Джо Де Вінтер    | місіс Беннет                   |
| Джон Крісті Юінг | містер Беннетт                 |
| Стів Нотаріо     | Строб /танцівник електро-рокер |
| Сабріна Гарсія   | Люсія                          |
| Лу Леонард       | старша медсестра               |
| Кен Олфсон       | Рендалл                        |
| Пітер Маклін     | містер Дуглас                  |
| Герб Мітчелл     | Стенлі                         |
| Сенді Ліптон     | місіс Снайдер                  |
| Вільям Корт      | Говард Говард                  |
| Дон Льюїс        | Маг                            |
| Відал Родрігес   | Коко                           |
| Айс-Ті           | репер                          |
| Джей Сендс       | репер                          |
| Нік Сігал        | Дерек                          |
| Тім Вайз         | доктор                         |
| Алісія Бонд      | медсестра                      |
| Джеррі Лезарас   | Паріс                          |
| Шмуель Лівнех    | танцівник                      |
| Джон ЛаМотта     | поліцейський                   |